# Mateusz Skutnik
Mateusz J. Skutnik (n. Gdansk, Polonia, 26 de julio de 1976) es un artista gráfico, desarrollador de juegos y arquitecto graduado en la Universidad Tecnológica de Gdansk en Polonia. Mateusz, además de ser conocido por ser autor de varias novelas gráficas, tales como Rewolucje, Blaki o Morfolaki, y cortometrajes animados como Kinematograph, es más popular por haber creado en pastelgames.com grandes cantidades de series de juegos, entre los que se destacan son los del género apunta y clic, como Covert Front, Daymare Town, 10 Gnomes y uno de sus más aclamados: Submachine, nacido en el 2005.

## Novelas gráficas
- Blaki - octubre de 2005 - ISBN 83-922963-0-3
- Pan Blaki - enero de 2007 - ISBN 83-240-0868-3
- Blaki. „Paski” - 2008 - ISBN 978-83-60915-19-6
- Morfołaki - Zebrane - octubre de 2007 - ISBN 978-83-61081-07-4

## Premios por diseño de juegos en flash
- Jayisgames - Juego apunta y clic de 2010[5]
  - Primer premio: Submachine 7: The Core
  - Tercer premio: Daymare Town 3
- Jayisgames - Juego de aventura 2009 - (juegos de navegador)[6]
  - Ganador: Submachine 6: The Edge
  - Cuarto: Covert Front 3: Night in Zurich
- Storm of the Year from 2008 - 10 Gnomes[7]
- Jayisgames: Mejor juego de aventura 2008 - Premio Audiencia[8]
  - Ganador: Submachine 5: The Root
  - Tercero: Daymare Town 2
- Juego del mes en la publicación de GeeDisplay[9]  - Mission to Mars[10]
- FreeGamesNews: Tercer lugar en la competición por el mejor diseñador de 2007
- Jayisgames - Point and Click Game of 2007[11]
  - Ganador: Submachine 4: The Lab
  - Quinto: Covert Front
  - Séptimo: Daymare Town
- Premio al álbum del año 2006 - Blaki